# Gerard Fairlie
Francis Gerard Luis Fairlie, född 1 november 1899 i Kensington, London, död 31 mars 1983 i East Lavington, West Sussex, var en brittisk bobåkare. Han deltog vid olympiska vinterspelen 1924 i Chamonix i det brittiska laget i fyrmansbob, som slutade på femte plats.